# S.P. Records

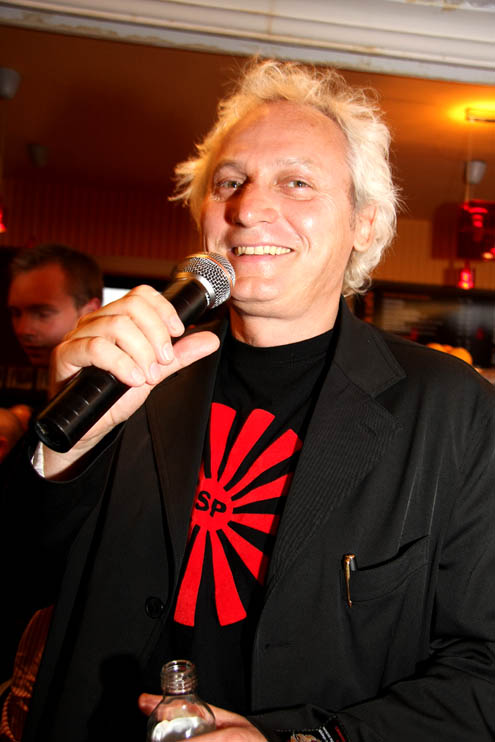
Właściciel wytwórni Sławomir Pietrzak w koszulce z logiem S.P. Records

S.P. Records − polska wytwórnia płytowa, założona w 1989 przez Sławomira Pietrzaka. Ma na koncie wiele sukcesów, w tym po jednej diamentowej i podwójnie platynowej płycie, a także pięć platynowych i 15 złotych.

## Działalność
Od początku istnienia S.P. Records wydaje płyty Kultu, Kazika i Kazika Na Żywo, jak również reedycje ich starszych wydawnictw.
S.P. Records to pierwsza wytwórnia płytowa, nakładem której ukazała się płyta polskiego zespołu hip-hopowego – Wzgórze Ya-Pa 3. Firma wydała również dwa albumy kompilacyjne (S.P. i Hip-Hopla), zawierające niepublikowane wcześniej hip-hopowe utwory – autorstwa zarówno debiutantów, jak i uznanych już artystów.
W 1996 nakładem S.P. Records została wydana debiutancka płyta grupy Kaliber 44. Firma wydała ponadto nagrania wykonawców, takich jak (w kolejności alfabetycznej): 3xKlan, Abradab, Apteka, Blade Loki, Bracia Figo Fagot, Bruno Schulz, The Cuts, El Dupa, Fonovel, Happysad, Kapitan DA, Kasia i Wojtek, Kult, Lao Che, Pidżama Porno, Poligon nr. 4, Sen Zu, Oberschlesien, Strachy na Lachy, Zacier, Transsexdisco, Romantycy Lekkich Obyczajów, TPN 25, Stasio i Jan Staszewski (Janusz).

## Sukcesy
Źródło
- 1993 – Album zespołu Kult Tata Kazika – kilka dni po premierze uzyskał status „Złotej Płyty” (100 000 sprzedanych egzemplarzy).
- 1994 – Kazik otrzymał Fryderyka w kategorii „autor roku”.
- 1995 – Kazik otrzymał Fryderyka w kategorii „autor roku”.
- 1997 – Album Kazika 12 groszy – po dwóch miesiącach uzyskał status „Platynowej Płyty”.
- 1998 – Album zespołu Kaliber 44 W 63 minuty dookoła świata uzyskał status „Złotej Płyty”.
- 1998 – Album zespołu Kult Ostateczny krach systemu korporacji uzyskał status „Platynowej Płyty”.
- 1998 – Kazik otrzymał Paszport „Polityki” w kategorii „Estrada”.
- 1998 – Kazik otrzymał Fryderyka w kategorii „autor roku”.
- 1999 – Kazik otrzymał Fryderyka w kategorii „autor roku”.
- 2000 – Zespół Kaliber 44 otrzymał Fryderyka w kategorii „album roku hip-hop” za album 3:44.
- 2004 – Abradab otrzymał Fryderyka w kategorii „album roku hip-hop” za album Czerwony album.
- 2005 – Album zespołu Kult Poligono Industrial uzyskał status „Złotej Płyty”.
- 2007 – Album zespołu Happysad Nieprzygoda już w połowie miesiąca po premierze uzyskał status najlepiej sprzedającej się płyty w Polsce.
- 2007 – Grabaż otrzymał Paszport „Polityki” w kategorii „muzyka popularna”.
- 2008 – Album zespołu Strachy na Lachy Zakazane piosenki uzyskał status „Złotej Płyty”.
- 2008 – Album zespołu Strachy na Lachy Piła tango uzyskał status „Złotej Płyty”.
- 2009 – Album zespołu Kult Hurra! uzyskał status „Podwójnej Platynowej Płyty”.
- 2011 – Album zespołu KnŻ Bar La Curva / Plamy na słońcu, uzyskał status „Złotej Płyty”.
- 2011 – Album zespołu Kult MTV Unplugged uzyskał status „Diamentowej Płyty”.
- 2011 – Album zespołu Strachy na Lachy Dekada uzyskał status „Złotej Płyty”.
- 2012 – Album zespołu Bracia Figo Fagot Na bogatości został wybrany debiutem roku 2012.
- 2013 – Album zespołu Strachy na Lachy !TO! uzyskał status „Złotej Płyty”.
- 2013 – Album zespołu Kult Prosto uzyskał status „Platynowej Płyty”.
- 2014 – Album zespołu Bracia Figo Fagot Na bogatości uzyskał status „Złotej Płyty”.
- 2016 – Album zespołu Zuch Kazik Zakażone piosenki uzyskał status „Złotej Płyty”.
- 2016 – Album zespołu Kult Wstyd uzyskał status „Złotej Płyty”.
- 2016 – Zespół Kult otrzymał statuetkę Płyta Rocku Antyradia za album Wstyd.
- 2016 – Zespół Kult otrzymał statuetkę Zespół Rocku Polska.
- 2017 – Album Kazika i zespołu Kwartet ProForma Tata Kazika kontra Hedora uzyskał status „Złotej Płyty”.
- 2018 – Album zespołu Strachy na Lachy Przechodzeń o wschodzie uzyskał status „Złotej Płyty”.
- 2018 – Album zespołu Bracia Figo Fagot Disco Polo uzyskał status „Złotej Płyty”.
- 2019 – Album zespołu Pidżama Porno Sprzedawca jutra uzyskał status „Złotej Płyty”.
- 2019 – Zespół Kult otrzymał statuetkę Zespół Rocku Polska.
- 2020 – Album Kazika Zaraza uzyskał status „Złotej Płyty” jeszcze przed premierą.
- 2020 – Album Kazika Zaraza uzyskał status „Platynowej Płyty” dwanaście dni po premierze.
- 2020 – Album zespołu Kult Live Pol’and’Rock Festival 2019 uzyskał status „Platynowej Płyty”.